# Dionizy IV Muzułmanin
Dionizy IV Muzułmanin, gr. Διονύσιος Δ΄ Μουσελίμης (zm. 23 września 1696) – ekumeniczny patriarcha Konstantynopola w latach 1671–1673, 1676–1679, 1682–1684, 1686–1687 i 1693–1694.

## Życiorys
Pierwszy raz był patriarchą od 8 listopada 1671 do 25 lipca 1673, drugi raz od 29 lipca 1676 do 29 lipca 1679 r. Trzecie panowanie trwało od 30 lipca 1682 do 10 marca 1684 r., czwarte od końca marca 1686 do 17 października 1687. Ostatni piąty raz był patriarchą od sierpnia 1693 do kwietnia 1694 r. Zmarł w dniu 23 września 1696 na Wołoszczyźnie.